# Viaggi last minute
La locuzione viaggi last minute viene utilizzata nel linguaggio del turismo, derivato dal termine di lingua inglese last minute tour (viaggio dell'ultimo minuto), con cui si identificano i pacchetti di viaggio che prevedono l'accettazione poco tempo prima dell'esecuzione del servizio proposto, a prezzi teoricamente ribassati, al fine di completare i posti rimasti invenduti.

## Storia
Il termine last minute nacque negli Stati Uniti d'America nel 1938 e più precisamente a New York, dove una delle agenzie aeree della Panair lo utilizzò per esporre i posti a sedere invenduti su di un volo transoceanico a prezzi ribassati.
La prassi del last minute si è poi sviluppata su scala planetaria e si è consolidata prevalentemente fra la fine degli anni novanta del XX secolo ed i primi anni 2000 ed è giunta a coprire un'importante fetta di fatturato del mercato turistico. In quegli anni la diffusione di internet ha permesso di estendere la prassi anche alla gestione degli hotel, che possono proporre cambiamenti di prezzo un tempo non possibili in quanto soggetti ad un listino esclusivamente cartaceo.
Negli ultimi anni, l'abuso della formula "last minute" da parte dei consumatori aveva portato ad una tempistica di prenotazione troppo sotto data; ciò ha dato impulso, da parte dei tour operator ed in particolar modo da parte delle compagnie di crociera, ad una formula di "advance booking" particolarmente aggressiva in modo da riequilibrare i tempi di prenotazione. Così adesso gli sconti sono maggiori per chi prenota in anticipo piuttosto che all'ultimo momento.

## Caratteristiche
Generalmente sono comprensivi di viaggio in aeroplano, trasferimento e soggiorno (tipicamente della durata di una settimana), acquistabili dai 15 ai 2 giorni precedenti la partenza presso le agenzie di viaggio presenti su tutto il territorio nazionale di ciascun paese. Alternativamente, tali pacchetti possono essere acquistati online via web.

### Vantaggi
La prassi è comprensibilmente apprezzata tanto dai tour operator - che vedono in essa un'ulteriore possibilità di espansione della propria attività - quanto dall'utenza che conta di "spuntare" prezzi inferiori a quelli di catalogo. Il risparmio in questo genere di combinazioni infatti può essere notevole ed, in certi casi, scendere fino al 50% rispetto al prezzo originario.
Un'ulteriore variazione del sistema last minute è data da offerte inserite direttamente su internet dagli operatori turistici. Da una parte ciò consente al cliente finale di avere direttamente a casa offerte "fresche" prenotabili online e dall'altra permette all'operatore di gestire al meglio le richieste di prenotazione.
Il termine booking on line indica il sistema di vendita on line.
Esempio riguardante gli hotel, possono vendere on line tramite il proprio sito web personale, senza quindi dovere percentuali di intermediazione o tramite portali turistici appositamente ideati.
Tali portali operano per molteplici alberghi, spesso operano anche a livello mondiale dando i loro servizi agli hotel di svariate città.
L'hotel iscrivendosi inserisce nel mercato di internet un numero di camere visibili ai navigatori. Qualora gli utenti del portale prenotino una camera l'hotel - nella maggior parte dei casi dovrà pagare una percentuale al portale turistico.
L'utente può cercare last minute voli e hotel utilizzando i metamotori che permettono di verificare la disponibilità e confrontare il prezzo applicato per quello stesso volo o camera di albergo dalle diverse agenzie di prenotazione on line. 

### Svantaggi
Non ci sono particolari svantaggi se non legati alla esigua disponibilità di posti, trattandosi quasi sempre degli ultimi. Non si hanno particolari svantaggi nell'assegnazione della camera e/o del posto a sedere sul volo.
Inoltre bisogna fare attenzione che il termine last minute non sia inflazionato puramente a scopo di rendere l'offerta più accattivante. Spesso in realtà più che di una riduzione dei prezzi si tratta di un'offerta per un determinato periodo con il semplice inserimento promozionale di qualche servizio aggiuntivo, quindi l'unico vero vantaggio resta la comodità del pacchetto pronto all'ultimo momento per il cliente indeciso o pigro.

## Normativa UE
Secondo la direttiva 90/314/CE del Consiglio d'Europa, le offerte di pacchetti "tutto incluso" sono quelle che riguardano prestazioni di durata superiore alle 24 ore, o la notte, ad un prezzo forfettario, e che comprendono:
- trasporto;
- alloggio;
- alte voci di spesa significative del pacchetto.

Dal 23 dicembre 2002 valgono gli obblighi informativi previsti dalla citata direttiva, che indica le informazioni da fornire prima della sottoscrizione del contratto, e quelle da fornire prima dell'inizio del viaggio.
Le sanzioni, in caso di pubblicità ingannevole, per gli operatori professionali e non, sono quelle del Trade Descriptions Act del 1968 e del Consumer Protection Act del 1987.